# Voetbalplaatjes
Voetbalplaatjes zijn kaartjes of stickers met afbeeldingen van voetballers, die cadeau worden gedaan bij aankoop van een bepaald product, of in zakjes los worden verkocht.
Voetbalplaatjes zijn een geliefd verzamelobject. Ze bestaan al sinds het einde van de 19e eeuw. Internationaal toonaangevend voor de uitgave van voetbalplaatjes is de Italiaanse firma Panini. In België en Nederland hebben enkele fabrikanten reclameacties met voetbalplaatjes gevoerd. In de jaren 30 bracht de fabrikant van het sigarettenmerk Miss Blanche in samenwerking met de KNVB voetbalplaatjes op de markt van zowel voetbalteams als individuele spelers. Daarnaast maakt het bedrijf Topps sinds 1951 sportplaatjes, onder andere van de UEFA Champions League. Ook later in de 20e eeuw werden in Nederland en België voetbalplaatjes verspreid. Albert Heijn voerde begin 2009 en begin 2010 een actie met voetbalplaatjes van de Nederlandse Eredivisie. In 2011 kwam ook de supermarkt C1000 met voetbalplaatjes, genaamd de Stars of Football. Hierin staan de grootste voetballers ter wereld centraal. In 2012 keerden de plaatjes terug ter gelegenheid van het EK voetbal 2012.
Voetbalplaatjes worden meestal, net als bijvoorbeeld Flippo's en Topshots, geleverd in gesealde ondoorzichtige verpakking. De consument weet dus voor aankoop niet welke kaart(en) de verpakking bevat.
In andere landen worden dergelijke plaatjes ook voor andere sporten uitgegeven, zoals honkbal. 

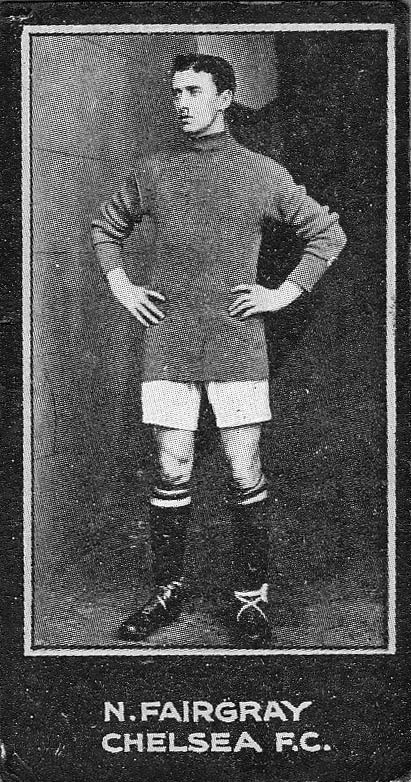
Fairgray (Chelsea, 1912)
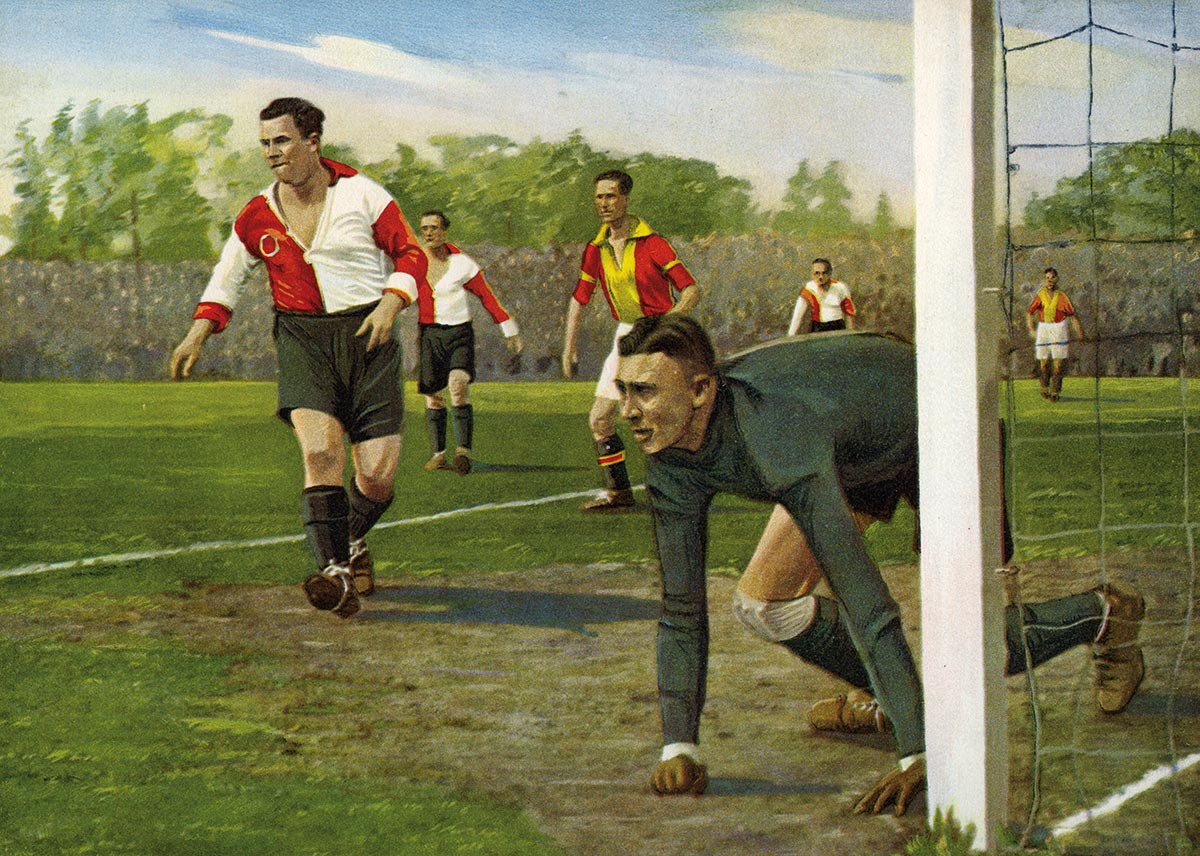
Feijenoord - Go Ahead Eagles (1931)
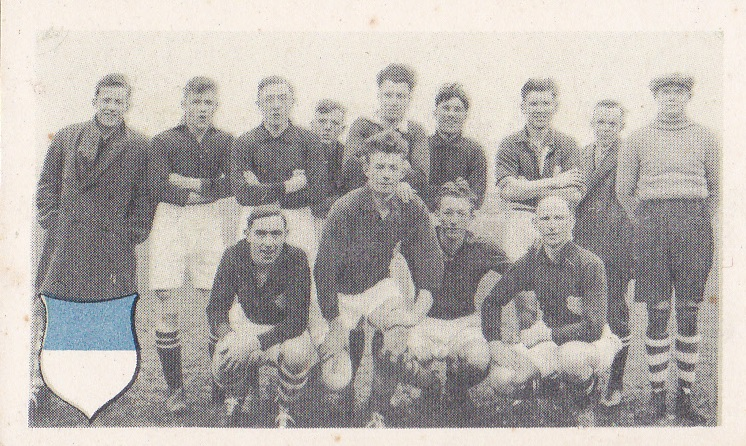
Stormvogels IJmuiden (1931-1932)
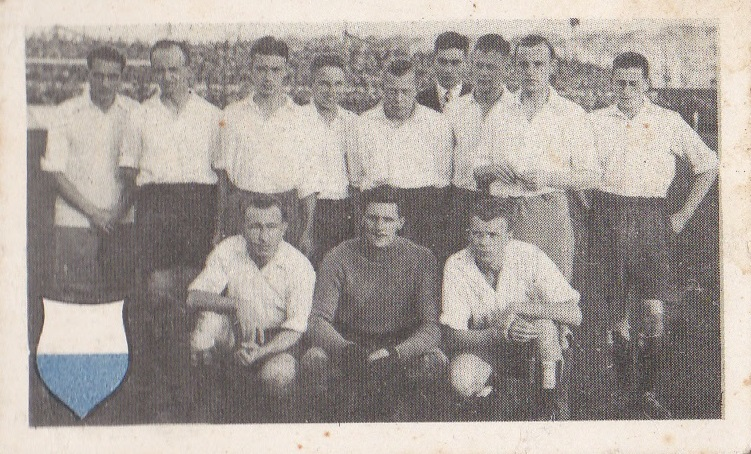
HFC Haarlem (1931)
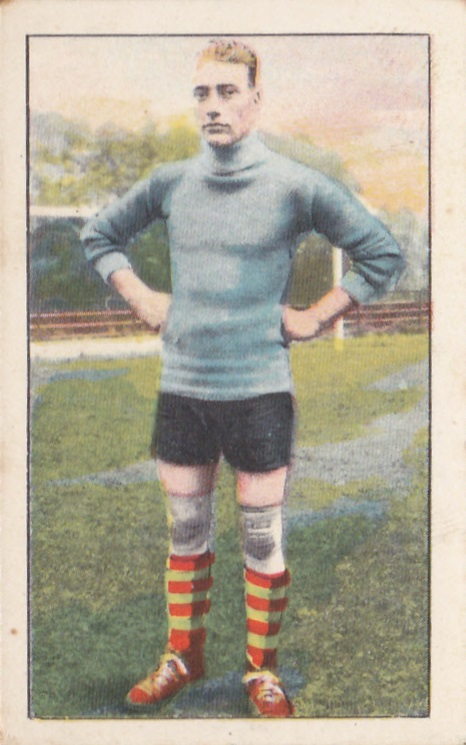
Kees Quax
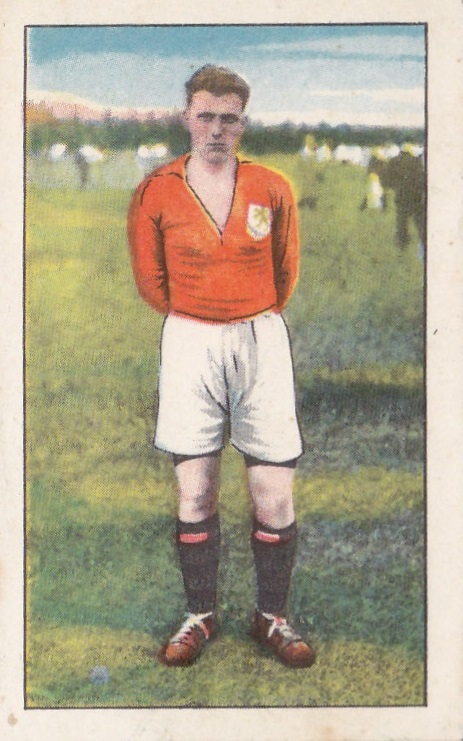
Mauk Weber
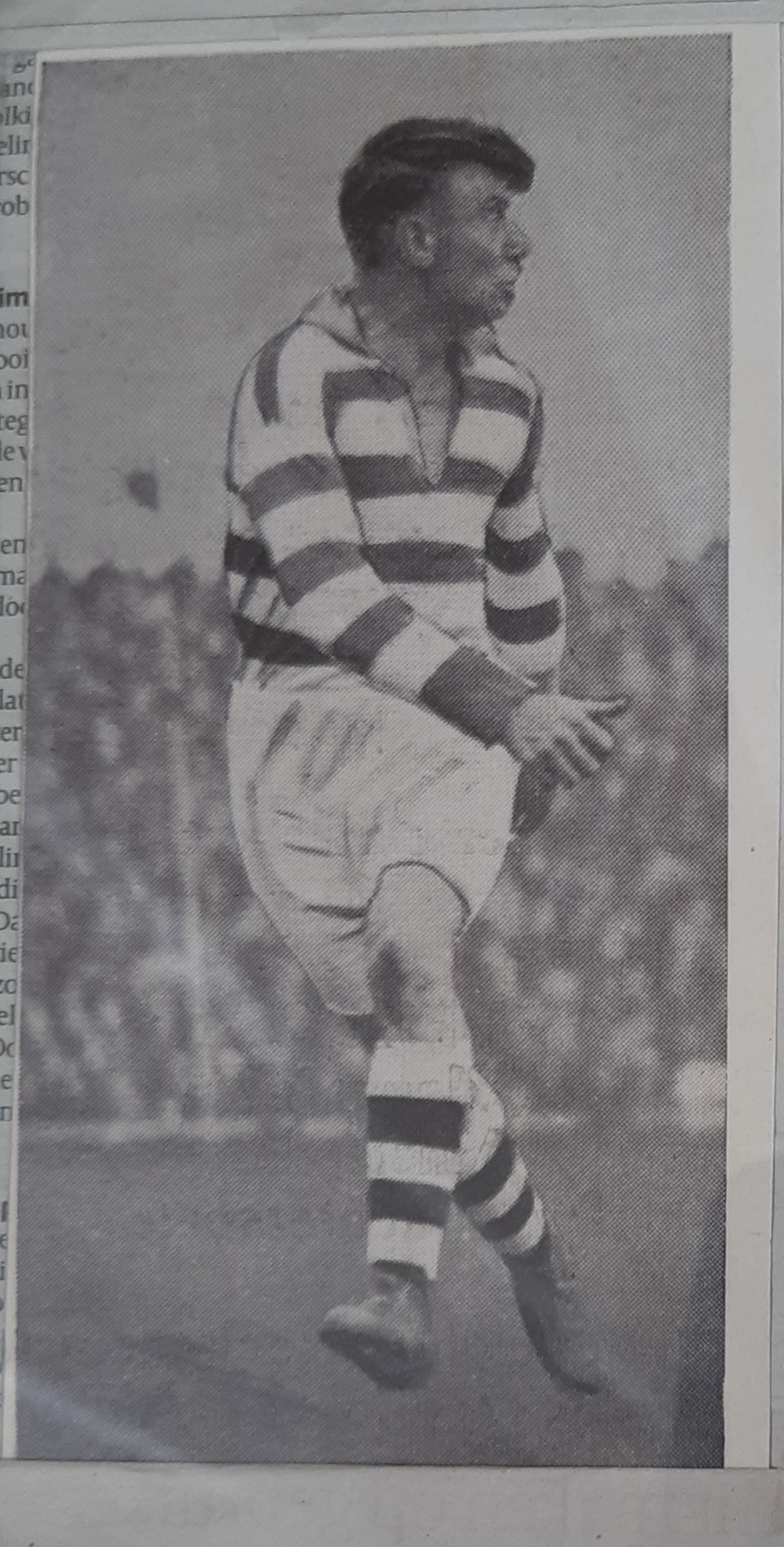
Coen Weerman